# Бирюковка (Самарская область)
Бирюко́вка — посёлок сельского типа в Богатовском районе Самарской области. Входит в сельское поселение Арзамасцевка.
Расположен у подножья Бирюковской горы на правом берегу Кутулука, в 13 км к северу от села Богатое и в 70-75 км к востоку от Самары.

## История
Основан предположительно в XIX веке выходцами из окружающих сёл Арзамасцевка, Аверьяновка, Беловка. До февраля 1954 года вместе в посёлком Кузьминовка входил в состав колхоза «имени Чапаева». После объединения колхозов поселение относилось к колхозу «Советская Россия» (с. Беловка).
В 1970-х годах в посёлке существовала 4-х летняя школа и магазин.

## Население
| 2010 |
| ---- |
| 0    |

В настоящее время постоянных жителей в посёлке нет.